# Heriades patellus
Heriades patellus là một loài Hymenoptera trong họ Megachilidae. Loài này được Nurse mô tả khoa học năm 1902.